# Espíritu (luchador)
Espíritu (León, 9 de diciembre de 1975) es un luchador profesional mexicano que es conocido por trabajar para Lucha Libre AAA Worldwide (AAA) como un personaje rudo («chico malo», conocido como heel en la lucha libre en inglés). Espíritu fue miembro original del stable Los Vatos Locos, reemplazando a Charly Manson cuando éste se fue para formar The Black Family a mediados de 2001. En noviembre de 2005, The Black Family le pidió a Espíritu que se uniera a su grupo y pasaron a formar parte de La Secta Cibernética. Espíritu se pasó a The Black Family pero se separó amistosamente del resto de Los Vatos Locos y en ocasiones formó equipo con sus antiguos compañeros de equipo Picudo, Nygma y Silver Cat. Cuando La Secta se convirtió en La Secta del Mesías, Espíritu adoptó un personaje más oscuro y «gótico» que vino con el cambio de nombre, incluido siendo anunciado en ocasiones como Dark Espíritu.
El verdadero nombre de Espíritu no es de dominio público, como suele ser el caso de los luchadores en México, donde su vida privada se mantiene en secreto para los fanáticos de la lucha libre.

## Carrera en la lucha libre profesional
Hizo su debut el 10 de mayo de 1993 después de aprender el oficio de Bobby Lee y Herculés León. Trabajó durante años en el circuito independiente mexicano hasta que comenzó a trabajar para Lucha Libre AAA Worldwide (AAA) a mediados y finales de los años 90.

### Lucha Libre AAA Worldwide

#### Los Vatos Locos
En 2000, Espíritu fue elegido para reemplazar a Charly Manson en el nuevo grupo llamado Los Vatos Locos, ya que Manson estaba siendo retirado lentamente del grupo para formar The Black Family en 2001. Espíritu se unió a Picudo, Nygma y May Flowers. La primera aparición importante de Espíritu con Los Vatos Locos fue en Triplemanía VIII el 5 de julio de 2000. Los Vatos Locos (en este caso Espíritu, Picudo y Charly Manson) participaron en un combate eliminatorio de cuatro esquinas que también incluyó a Perro Aguayo Jr., El Alebrije, y Path Finder, Team Japón (Naomichi Marufuji, Minoru Tanaka y Genki Horiguchi) y Los Vipers (Histeria, Psicosis II y Maníaco). Los Vatos Locos fue el primer equipo eliminado. El siguiente gran evento de Espíritu fue un éxito, ya que junto con el resto de Los Vatos Locos derrotaron a Los Spice Boys en Guerra de Titanes (2000). En 2001, May Flowers dejó Los Vatos Locos para unirse a un nuevo grupo llamado Los Exóticos y fue reemplazado por Silver Cat. Cuando Silver Cat se unió al grupo ahora había cuatro hombres, todos con pintura facial, lo que llevó al grupo a adoptar una apariencia similar a la de los miembros del grupo KISS, tanto en la pintura facial como en sus atuendos. La pintura facial de Espíritu se parecía a la pintura facial «Spaceman» de Ace Frehley. Los Vatos habían ganado el Campeonato Nacional Atómicos dos veces antes de que Espíritu se uniera al grupo y estaban persiguiendo un tercer reinado, en un feudo con los entonces campeones Los Vipers. Su primer gran desafío no tuvo éxito ya que Los Vipers ganaron su encuentro en Triplemanía IX. Sin embargo, cuando los dos equipos se enfrentaron en Guerra de Titanes (2001) el 23 de noviembre de 2001, el equipo finalmente derrotó a Los Vipers (Psicosis II, Maníaco, Histeria y El Mosco de la Merced) para ganar el título de Atómicos.
Los Vatos Locos y Los Vipers continuaron su feudo durante 2002, culminando su disputa con una lucha de eliminación de ocho hombres por los títulos de Atómicos en Verano de Escándalo (2002), Los Vatos Locos retuvieron con éxito sus títulos en el evento. El 2 de diciembre de 2002, Los Vatos Locos perdieron el título Atómicos ante el equipo de Oscar Sevilla y Los Barrio Boys (Alan, Billy Boy y Decnis) y no tuvieron éxito en desafíos posteriores.

#### The Black Family
En 2005, después de que The Black Family perdiera el Campeonato Nacional Atómicos de México, Chessman abandonó el grupo, quedando al grupo con un miembro menos. Después de esto, The Black Family hizo que Espíritu dejara Los Vatos Locos y se uniera a ellos para llenar el vacío. La invitación fue aceptada sin ningún tipo de fricción por el resto de Los Vatos Locos, con quienes Espíritu mantuvo una relación amistosa. En algún momento de 2006, los cuatro miembros de The Black Family cambiaron ligeramente sus nombres agregando la palabra «Dark» delante de sus nombres, por lo que Espíritu se convirtió en Dark Espíritu, aunque los nombres se usan indistintamente. El 7 de septiembre de 2007, Espíritu, junto con el resto de The Black Family, se enfrentaron a Los Hell Brothers y El Zorro en una lucha de Domo de la Muerte, donde el último hombre en el ring tendría su cabellera rapada, bajo las reglas de Luchas de Apuestas. Espíritu fue el último hombre en el ring y fue rapado después del combate. Posteriormente, Espíritu mantuvo su cabeza rapada y amplió su pintura facial para cubrir toda su cabeza.
A principios de 2008, El Mesías y el resto de La Secta fueron expulsados de La Legión Extranjera y La Legión dejó a El Mesías fuera de servicio por un tiempo. Cuando El Mesías regresó a la competencia activa, la tensión empezó a crecer entre The Black y El Mesías. Las tensiones culminaron después de que El Mesías perdiera un Steel Cage Street Fight ante Vampiro en Verano de Escándalo (2008), lo que llevó a que The Black Family atacara a El Mesías y rompiera oficialmente su relación. Luego de separarse La Secta de El Mesías, el grupo comenzó un feudo con El Mesías. Durante el otoño y el invierno de 2008, tanto Charly Manson como Chessman hicieron insinuaciones sobre su posible regreso a The Black Family, pero Manson se lesionó y lo sacaron de la televisión, mientras que Chessman se volvió contra el grupo después de fingir amistad. El 9 de enero de 2009, Chessman se asoció con Los Psycho Circus (Killer Clown, Psycho Clown y Zombie Clown) para poner fin al reinado con el título de Atómicos de The Black Family.

#### El Inframundo / La Secta Bizarra Cibernética
En mayo de 2011, Espíritu, Ozz y Cuervo se unieron a La Parka y Drago para formar un grupo técnico llamado El Inframundo y luchar contra Los Bizarros de Cibernético, que también incluía a su excompañero de cuadra Escoria. El 9 de octubre en Héroes Inmortales, La Parka se volvió rudo y saltó a Los Perros del Mal, disolviendo efectivamente El Inframundo.
El 18 de agosto de 2012, los exmiembros de La Secta se unieron al grupo de su exlíder Cibernético Los Bizarros para formar La Secta Bizarra Cibernética. El 2 de agosto de 2013, toda La Secta se volvió contra Cibernético, formando una nueva versión rudo del stable.

## Campeonatos y logros
- Lucha Libre AAA Worldwide
  - Campeonato Nacional Atómicos (2 veces) – con Picudo, Nygma y Sliver Cat (1), Dark Cuervo, Dark Ozz y Dark Escoria (1) [4]

### Luchas de Apuestas
| Ganador (apuesta)          | Perdedor (apuesta)   | Ubicación                | Evento              | Fecha                   | Notas             |
| -------------------------- | -------------------- | ------------------------ | ------------------- | ----------------------- | ----------------- |
| Cibernético (cabellera)    | Espíritu (cabellera) | Guadalajara, Jalisco     | Verano de Escándalo | 7 de septiembre de 2007 | [ Nota 1 ]        |
| Hombre sin Miedo (máscara) | Espíritu (cabellera) | Nuevo Laredo, Tamaulipas | Evento en vivo      | 18 de abril de 2011     | [ Nota 2 ] [ 15 ] |

Nota
1. ↑  Steel Cage match que también incluyó a Dark Escoria, Dark Ozz, Dark Cuervo, Chessman, Charly Manson y El Zorro.
2. ↑  Steel Cage match donde Espíritu, Dark Ozz y Dark Cuervo se enfrentaron a Hombre sin Miedo, Sobredosis y Río Bravo.